# Turefors
Turefors är en plats vid Emån, nära Kvillsfors i Vetlanda kommun. Vid Turefors finns en kraftstationsdamm, Tureforsdammen. I en vik ligger en kommunalt skött badplats. Runt stranden finns även ett församlingshem och ett el-upplyst motionsspår. 
Innan kraftstationen byggdes fanns det två olika forsar, den ena kallades Turefors och den andra Qvill. Vid Qvill låg Qvills Handpappersbruk. Vid Turefors har det funnits kvarnar och andra industrier, numera finns bara knappt synliga spår kvar av denna verksamhet. Strax nedströms dammen går den gamla vägen mellan Kvillsfors och Ökna, som trafikerades fram till 1980-talet då en ny sträckning ledde ut strax norr om bron på vägen mellan Kvillsfors och Pauliström.
Före uppdämningen av området användes det av traktens bönder som slåtterängar eftersom annat bruk var omöjligt då det ofta svämmades över av höga flöden i Emån.